# Калень-Товажиство
Калень-Товажиство (пол. Kaleń-Towarzystwo) — село в Польщі, у гміні Жаб'я Воля Ґродзиського повіту Мазовецького воєводства.
Населення — 158 осіб (2011).
У 1975-1998 роках село належало до Скерневицького воєводства.

## Демографія
Демографічна структура станом на 31 березня 2011 року:
|          | Загалом | Допрацездатний вік | Працездатний вік | Постпрацездатний вік |
| -------- | ------- | ------------------ | ---------------- | -------------------- |
| Чоловіки | 75      | 18                 | 54               | 3                    |
| Жінки    | 83      | 23                 | 48               | 12                   |
| Разом    | 158     | 41                 | 102              | 15                   |